# Stahlberg
Pour les articles homonymes, voir Stahlberg (homonymie).
Stahlberg est une municipalité allemande située dans le land de Rhénanie-Palatinat et l'arrondissement du Mont-Tonnerre.
À quelques centaines de mètres au sud de Stahlberg se dresse un menhir appelé la « Longue Pierre ».